# نحاس (مهنة)

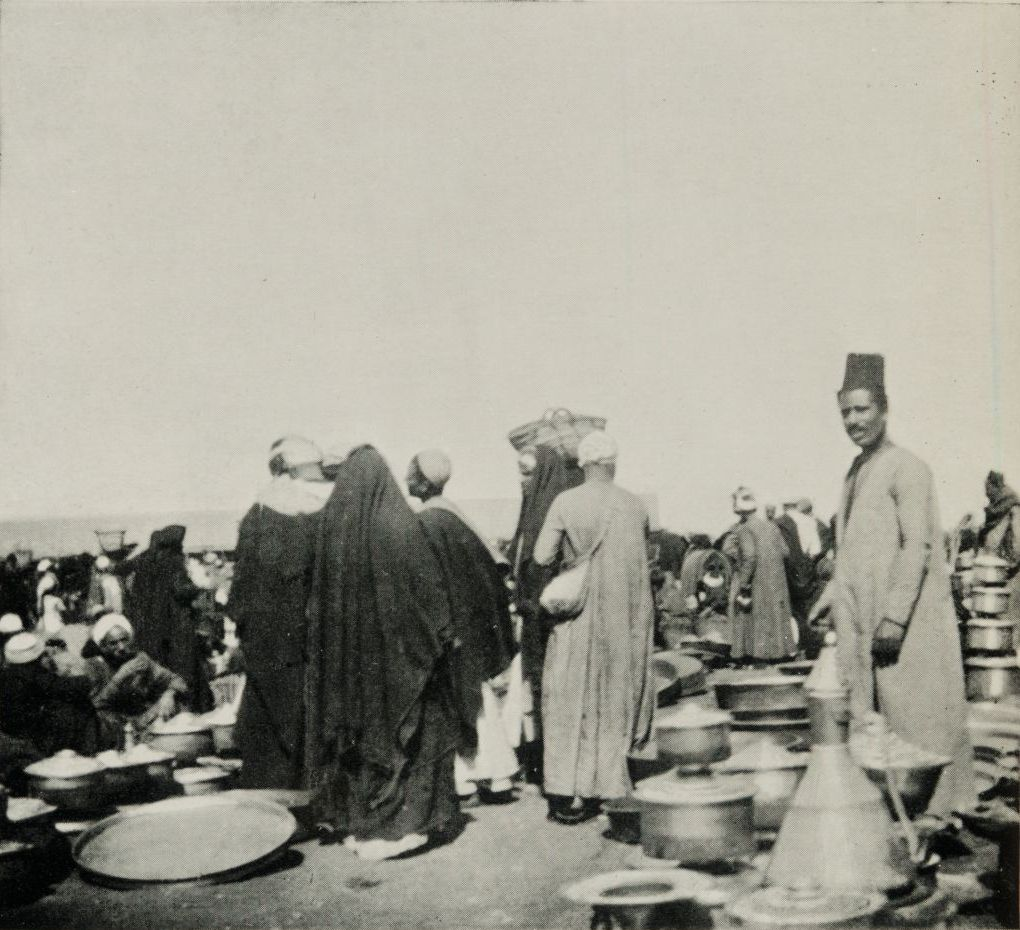
نصبة نحّاس في سوق الجيزة سنة 1911م

النحّاس مهنة تقليدية، يقوم صاحبها بصنع الأدوات المعدنية من النحاس.